# Cantone di Richelieu
Il Cantone di Richelieu era una divisione amministrativa dell'arrondissement di Chinon.
A seguito della riforma approvata con decreto del 18 febbraio 2014, che ha avuto attuazione dopo le elezioni dipartimentali del 2015, è stato soppresso.

## Composizione
Comprendeva i comuni di:
- Assay
- Braslou
- Braye-sous-Faye
- Champigny-sur-Veude
- Chaveignes
- Courcoué
- Faye-la-Vineuse
- Jaulnay
- Lémeré
- Ligré
- Luzé
- Marigny-Marmande
- Razines
- Richelieu
- La Tour-Saint-Gelin
- Verneuil-le-Château